# Князева, Мария Даниловна
Мари́я Дани́ловна Кня́зева (укр. Марі́я Дани́лівна Кня́зєва; 18 сентября 1918, Севский уезд, Московская область — 6 октября 1982, Судак, Крымская область) — бригадир виноградарской бригады винодельческого совхоза «Судак» Крымской области. Дважды Герой Социалистического Труда (1955, 1958). Член КПСС с 1957 года.

## Биография
Родилась 18 сентября 1918 года в селе Алешковичи (ныне Суземского района Брянской области).
С 1934 года — рабочая в совхозах Крыма. В 1934—1936 годах работала в совхозе «Барон-Эли».
С 1941 года — в совхозе «Судак», с 1946 по 1964 год бригадир виноградарской бригады винодельческого совхоза «Судак».

Участвовала в движении передовиков-гектарников. Выращивала высокие урожаи винограда — до 120 ц/га.

Памятник дважды Герою Социалистического Труда М. Д. Князевой, 1961

Делегат XX съезда КП Украины. Член Крымского обкома КПСС (1957—1958). Депутат областного Совета в Симферополе (1959—1964).
С 1964 года на пенсии.
Умерла 6 октября 1982 года. Похоронена на Новом кладбище в Судаке.

## Награды
- дважды Герой Социалистического Труда:
  - 22.02.1955 — за высокие урожаи винограда
  - 26.02.1958 — за успехи в развитии сельского хозяйства
- три ордена Ленина
- медали
- 5 медалей ВСХВ, в том числе — Большая золотая медаль

## Память
Бюст М. Д. Князевой установлен в Судаке в небольшом сквере, так же названном в её честь, с левой стороны ул. Ленина, возле здания бывшего помещичьего особняка.  Объект культурного наследия народов РФ регионального значения. Рег. № 911710937260005 (ЕГРОКН).

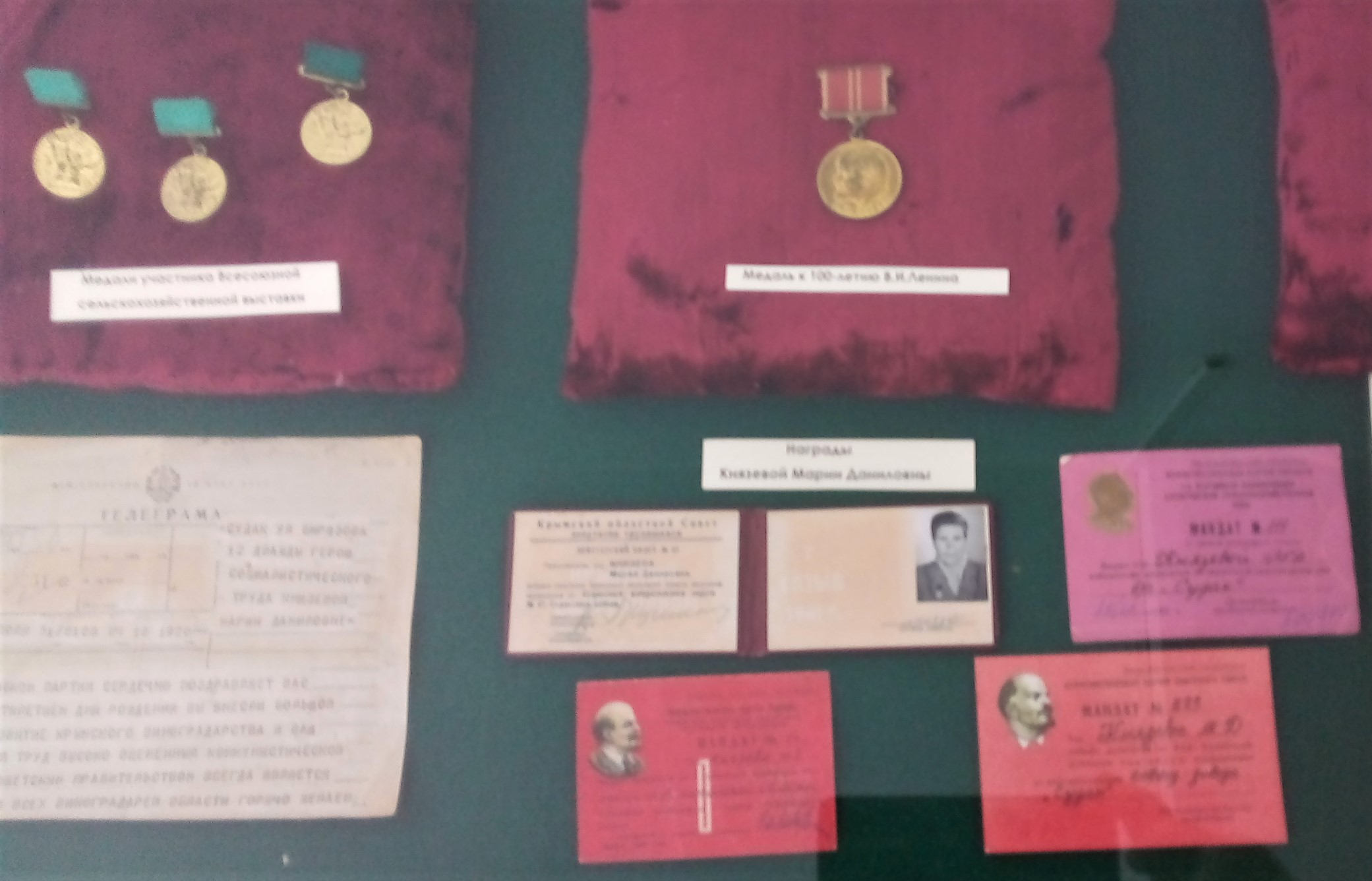
Награды и документы М. Д. Князевой, исторический музей ГБУК РК «Музей-заповедник „Судакская крепость“»

Ей посвящён стенд в экспозиции исторический музей ГБУК РК «Музей-заповедник „Судакская крепость“» с наградами и документами.